# Cătălin-Viorel Mîndroc
Cătălin-Viorel Mîndroc (n.  ?) este un deputat român, ales în 2024 din partea PSD. 